# جيمس روبنسون لوف
جيمس روبنسون لوف (بالإنجليزية: James Robinson Love)‏ هو شخصية أعمال أسترالي، ولد في 1836، وتوفي في 1914.